# Ouaké
Ouaké ist eine Stadt, ein Arrondissement und eine Kommune im Département Donga in Benin.

## Demographie und Verwaltung
Gemäß der Volkszählung von 2013 hatte Ouaké als Arrondissement 17.259 Einwohner, davon waren 8542 männlich und 8717 weiblich. Die wesentlich größere Kommune zählte zu diesem Zeitpunkt 74.289 Einwohner, davon 36.816 männlich und 37.473 weiblich.
Die sechs Arrondissements, neben Ouaké noch Badjoudè, Kondé, Sèmèrè I und II sowie Tchalinga, die der Gerichtsbarkeit der Kommune unterstehen, setzen sich selbst wiederum aus 61 Dörfern zusammen. Davon entfallen 13 Siedlungsteile auf das Arrondissement Ouaké:
1. Alayomdè
2. Assaradè
3. Awanla
4. Kantè
5. Kassua-Allah
6. Koukoulounda
7. Kpélité
8. Kpéloudè
9. Sobitè
10. Sonaholou
11. Sonaté
12. Tchaladè
13. Wakitè